# A/P22S-4
A/P 22S-4 fue el nombre de un traje espacial y de pilotaje de presión total diseñado y construido por la empresa David Clark para sustituir al A/P 22S-2. Fue usado en bombarderos y aeronaves de reconocimiento.
El traje podía ser fabricado en ocho tallas y llevaba una capa externa aluminizada para protección térmica y contra los rayos ultravioleta.